# Майский (Килемарский район)
 Ма́йский  — посёлок в Килемарском районе Республики Марий Эл. Входит в состав Кумьинского сельского поселения.

## География
Находится в западной части республики Марий Эл на расстоянии приблизительно 23 км по прямой на запад-юго-запад от районного центра посёлка Килемары.

## История
Образован как лесопункт в 1951 году. В 1954 году в состав лесопункта был включён находящийся рядом лесопункт Тогашевский. В 1962 году в 348 дворах проживали 1424 человека, в 1967 году 1141 человек. В 2001 году ГУП «Майское лесопромышленное предприятие» обанкротилось, и жители посёлка, работавшие на данном предприятии, остались без работы.

## Население
Население составляло 315 человек (русские 73 %) в 2002 году, 237 в 2010.